# José Manuel de Azevedo Marques
José Manuel de Azevedo Marques (São Paulo, 19 de fevereiro de 1865 — São Paulo, 24 de maio de 1943) foi um professor e político brasileiro.
Foi ministro das Relações Exteriores no Governo Epitácio Pessoa, de 29 de julho de 1919 a 15 de novembro de 1922.
Foi presidente da Ordem dos Advogados de São Paulo.